# Thomas Pratt
Pour les articles homonymes, voir Pratt.

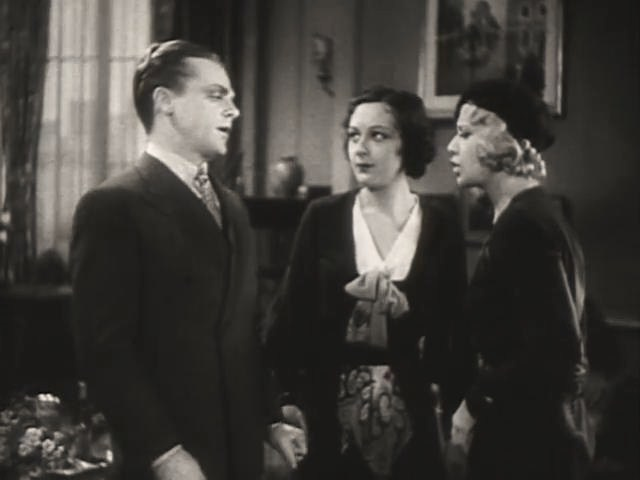
The Crowd Roars (1932), avec James Cagney, Ann Dvorak et Joan Blondell

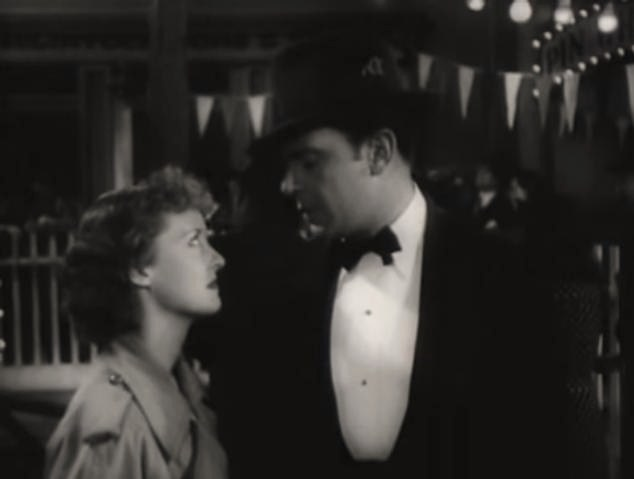
La Flèche d'or (1936), avec Bette Davis et George Brent

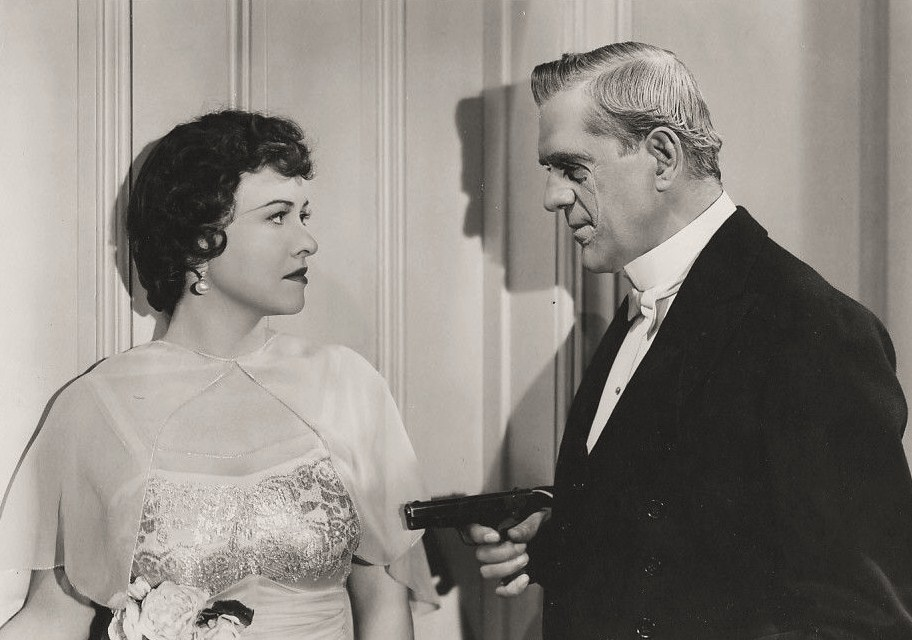
British Intelligence (1940), avec Margaret Lindsay et Boris Karloff

Thomas Pratt est un monteur américain, né le 8 novembre 1898 à Santa Barbara (Californie), mort le 4 août 1973 à Los Angeles.

## Biographie
Au sein de la Warner Bros. principalement, il est monteur sur soixante-quatre films américains, le premier sorti en 1925 étant le film muet Tourbillon de jeunesse de William A. Seiter (produit par Universal Pictures, avec May McAvoy et Jack Mulhall).
Suivent notamment Glorious Betsy d'Alan Crosland (1928, avec Dolores Costello et Conrad Nagel), The Crowd Roars d'Howard Hawks (1932, avec James Cagney et Joan Blondell), Le Mort qui marche de Michael Curtiz (1936, avec Boris Karloff et Ricardo Cortez) et Underground de Vincent Sherman (1941, avec Jeffrey Lynn et Philip Dorn).
Après 1944, il revient brièvement au cinéma dans les années 1950, pour un documentaire de 1952 et trois ultimes films ; le dernier est Bagarre au-dessus de l'Atlantique de Byron Haskin (Benedict Bogeaus Production, avec Guy Madison et Virginia Mayo), sorti en 1959.
En outre, pour son unique incursion à la télévision, Thomas Pratt est monteur d'un épisode, diffusé en 1955, de la série américaine Badge 714.

## Filmographie partielle

### Cinéma
- 1925 : Tourbillon de jeunesse (The Mad Whirl) de William A. Seiter
- 1928 : En cour d'assises (On Trial) d'Archie Mayo
- 1928 : La Candidate (Women They Talk About) de Lloyd Bacon
- 1928 : Glorious Betsy de Alan Crosland
- 1928 : En cour d'assises (On Trial) de Archie Mayo
- 1929 : Hearts in Exile de Michael Curtiz
- 1929 : The Argyle Case de Howard Bretherton
- 1929 : La Tigresse (Tiger Rose) de George Fitzmaurice
- 1929 : The Gamblers de Michael Curtiz
- 1929 : No Defense de Lloyd Bacon
- 1932 : Le Harpon rouge (Tiger Shark) d'Howard Hawks
- 1932 : The Crowd Roars d'Howard Hawks
- 1933 : Les Enfants de la crise (Wild Boys of the Road) de William A. Wellman
- 1933 : Goodbye Again de Michael Curtiz
- 1933 : 42e Rue (42nd Street) de Lloyd Bacon
- 1933 : College Coach de William A. Wellman
- 1934 : Mandalay de Michael Curtiz
- 1935 : Alibi Ike de Ray Enright
- 1936 : La Flèche d'or (The Golden Arrow) d'Alfred E. Green
- 1936 : La Veuve de Monte-Carlo (The Widow from Monte-Carlo) d'Arthur Greville Collins
- 1936 : Le Mort qui marche (The Walking Dead) de Michael Curtiz
- 1938 : Accidents Will Happen de William Clemens
- 1939 : Le Retour du docteur X (The Return of Doctor X) de Vincent Sherman
- 1939 : Women in the Wind de John Farrow
- 1939 : Les Fils de la Liberté (Sons of Liberty) de Michael Curtiz (court métrage)
- 1940 : Tête chaude (East of the River) de Alfred E. Green
- 1940 : L'Homme qui parlait trop (The Man Who Talked Too Much) de Vincent Sherman
- 1940 : British Intelligence Service de Terry O. Morse
- 1941 : Underground de Vincent Sherman
- 1943 : Convoi vers la Russie (Action in the North Atlantic) de Lloyd Bacon
- 1943 : La Manière forte (The Hard Way) de Vincent Sherman
- 1944 : La Femme au portrait (The Woman in the Window) de Fritz Lang
- 1951 : Le Fort de la vengeance (Fort Defiance) de John Rawlins
- 1959 : Bagarre au-dessus de l'Atlantique (Jet Over the Atlantic) de Byron Haskin

### Télévision (intégrale)
- 1955 : Badge 714 (Dragnet), série, saison 4, épisode 20 The Big Family de Jack Webb